# Mogatà
Mogatà (en rus: Могата) és un poble (un possiólok) de Calmúquia, a Rússia, segons el cens del 2014 tenia un habitant. Pertany al districte municipal de Tróitskoie.